# Paris Musées
Paris Musées (Museos de París) es una institución pública que incluye a catorce museos de la ciudad y al personal a cargo de la administración, vigilancia de las colecciones y producción de exposiciones, eventos y ediciones, reuniendo un total de 1000 empleados. La sede se encuentra en 27 rue des Petites Ecuries, 75 010 París.
Los Museos de París incluye los siguientes museos:
- Museo de Arte Moderno de París
- Maison de Balzac
- Museo Antoine Bourdelle
- Museo Carnavalet Museo de Historia de París
- Catacumbas de París
- Museo Cernuschi  Museo de Arte asiático
- Musée Cognacq-Jay
- Cripta arqueológica de Notre-Dame
- Palais Galliera
- Museo del General Leclerc y el París' Liberation– Jean Moulin Museo
- Petit Palais  Museo de Bellas Artes de la Ciudad de París
- Musée de la Vie Romantique
- Maison de Victor Hugo Paris / Guernsey
- Museo Zadkine

## Misión de la institución
La misión principal de Paris Musées es la de dirigir los museos que contiene permitir a sus directores específicos la promoción de proyectos científicos y culturales. La responsabilidad del personal de la sede central es garantizar la coherencia del programa global y la consecución de las prioridades y objetivos fijados por la Ciudad de París, especialmente, en lo tocante a las exposiciones temporales, catálogos y otras ediciones culturales y los programas educativos y culturales.

## Historia
Antes de enero de 2013, los museos estuvieron dirigidos directamente por la Ciudad de París, con un contratista de la antigua compañía «Paris Musées» a cargo de la producción de exposiciones y catálogos.
Por tanto, París Musées fue cambiando su condición, desde una organización sin ánimo de lucro creada en 1985, a una empresa de contrato público en 2008 y, a partir de 2013, una institución pública.

## Objetivos de la reforma
La reforma iniciada en 2013 por el alcalde de París, Bertrand Delanoë, tenía como objetivos la promoción y realce de la red de museos de la ciudad de París.
La autonomía legal y financiera que adquirió la nueva entidad, independiente de la administración de la Ciudad de París, facilita la administración y responsabilidad, como ocurría con otros museos nacionales de mayor entidad. De este modo, se mantiene a todos los  museos bajo una sola entidad y se permite una estrategia más coherente, economizando recursos y facilitando la interacción entre los museos.

## Misiones
Las prioridades fijadas por la Ciudad de París son:
- Desarrollo y puesta en valor de las colecciones de los museos. A través de su informatización y digitalización, búsqueda, programación de eventos y realización de las exposiciones más conocidas. El acceso a las colecciones de los Museos de la Ciudad de París es gratis desde 2001.
- La producción de exposiciones de alta calidad y realización de publicaciones, contribuyendo a la influencia de París y mejorando su riqueza cultural, tanto nacional, como internacionalmente
- Desarrollo y expansión de su audiencia a través de políticas educativas reforzadas y poniendo el foco en el confort de las visitas y los programas de visitantes. Hoy, los Museos de la Ciudad de París tienen más de 2 millones de visitantes cada año y quisieran mejorar estas cifras, contribuyendo en hacer la cultura más accesible a todos los visitantes.

## Consejo de administración y oficina ejecutiva
La institución pública Paris Musées se creó en el «Conseil de París» en sesión del 20 de junio de 2012. La primera reunión del consejo tuvo lugar el 12 de julio de 2012. Su presidente es Anne Hidalgo, primera teniente alcalde. Danièle Pourtaud, el teniente alcalde para patrimonio es el vicepresidente.
El Consejo de administración cuenta con nueve miembros:
- Geneviève Bertrand
- Boulay-Esperonnier
- Danielle Fournier
- Christophe Girard
- Bruno Julliard
- Hélène Mace De Lepinay
- Danielle Simonnet

El Consejo también cuenta 4 miembros cualificados y de renombre:
- Martin Bethenod, director del Palacio Grassi en Venecia
- Jean-François Chougnet, director del Marseille-Provence 2013
- Gaïta Leboissetier, subdirector, a cargo de educación en la Escuela Superior Nacional de Bellas Artes
- Antoinette Le Normand-Romain, directora ejecutiva en el Instituto Nacional de Historia de Arte
- Delphine Levy, quien condujo el proyecto de la reforma y fue designada directora ejecutiva en jefe.